# كانديلاريا (سانتا كروث دي تينيريفه)
بلدية كانديلاريا (بالإسبانية: Candelaria) هي بلدية تقع في مقاطعة سانتا كروث دي تينيريفه التابعة لمنطقة جزر الكناري جنوب غرب إسبانيا.
تعتبر هذه المدينة مدينة مقدسة والأكثر تقديساٌ في جزر الكناري والمكان الرئيسي للاحتفالات الدينية بها وذلك لأنه يوجد في هذه المدينة ضريح مخصص لمريم العذراء (لل عذراء من كانديلاريا, شفيع لجزر الكناري)، وهي بازيليكا دي كانديلاريا. يقوم الزوار كل عام بزيارة المدينة من جميع أنحاء الأرخبيل، وحتى من مناطق أخرى من إسبانيا. وتعتبر من المزارات المسيحية الأهم في إسبانيا.
نشأت هذه المدينة كمكان يؤمه الحجاج الكاثوليك منذ العام 1390 الذي تم العثور على صورة خشبية لمريم العذراء من قبل اثنين من الهنود في شاطئ مجاور، وبدأت العبادة فيها منذ ذلك الحين. وقد تم بعدها بناء العديد من المعابد لتكريم العذراء، وفي عام 1959 تم الانتهاء من البازيليكا الحالية، وهي الكنيسة التي تسع أكثر من 5.000 مصل داخلها.
ويأتي في كل 2 فبراير و 15 أغسطس سنويا الآلاف من الزوار إلى هذه المدينة للاحتفال بعيد سيدة كانديلاريا.

## الديموغرافيا
بلغ عدد سكان بلدية كانديلاريا 25.957 نسمة عام 2011 (وفقاً للمعهد الوطني للإحصاء الإسباني).
| 12.392 | 13.356 | 15.980 | 20.628 | 22.477 | 24.319 | 25.957 |

## صور

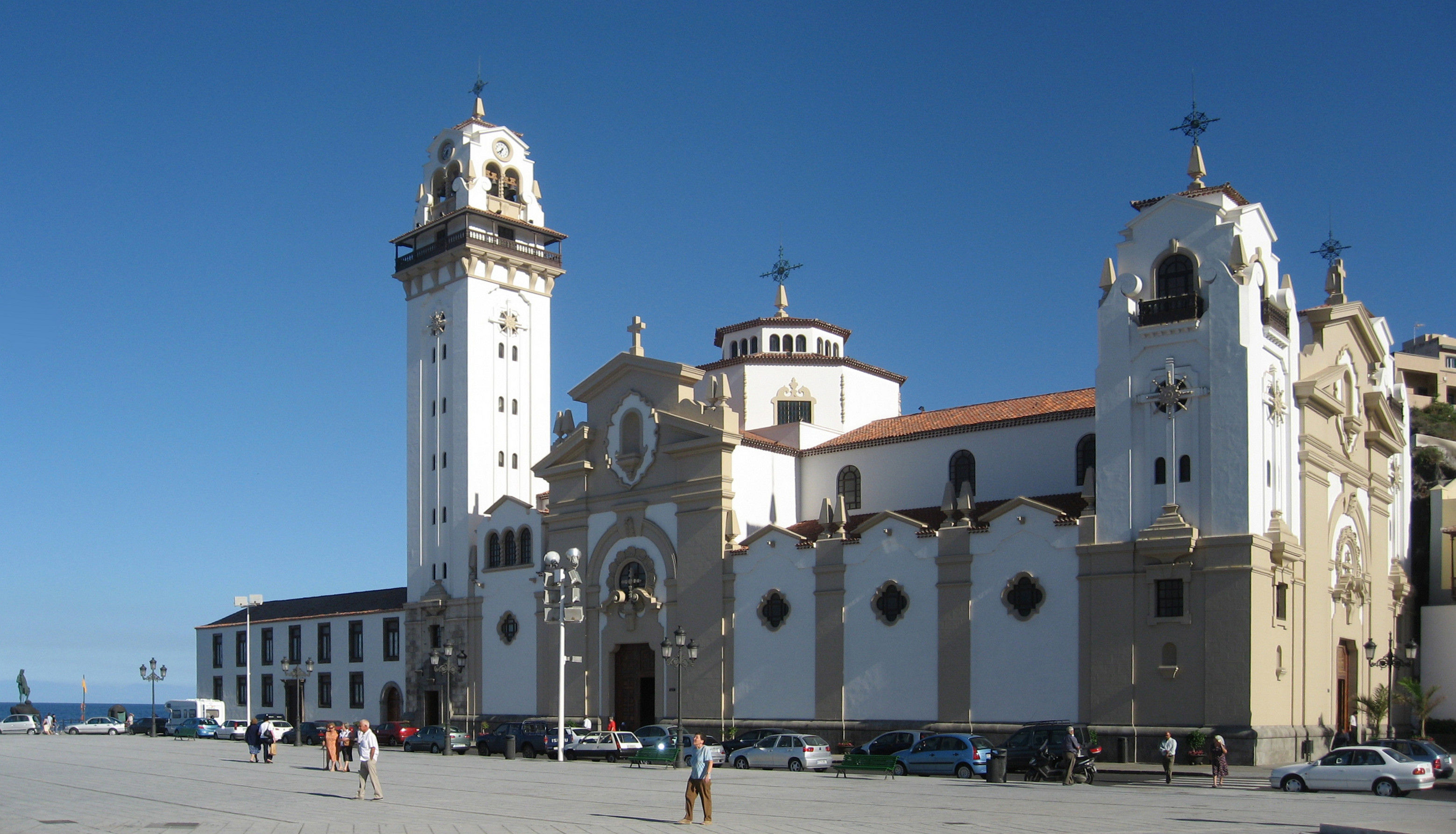
بازيليكا دي كانديلاريا.
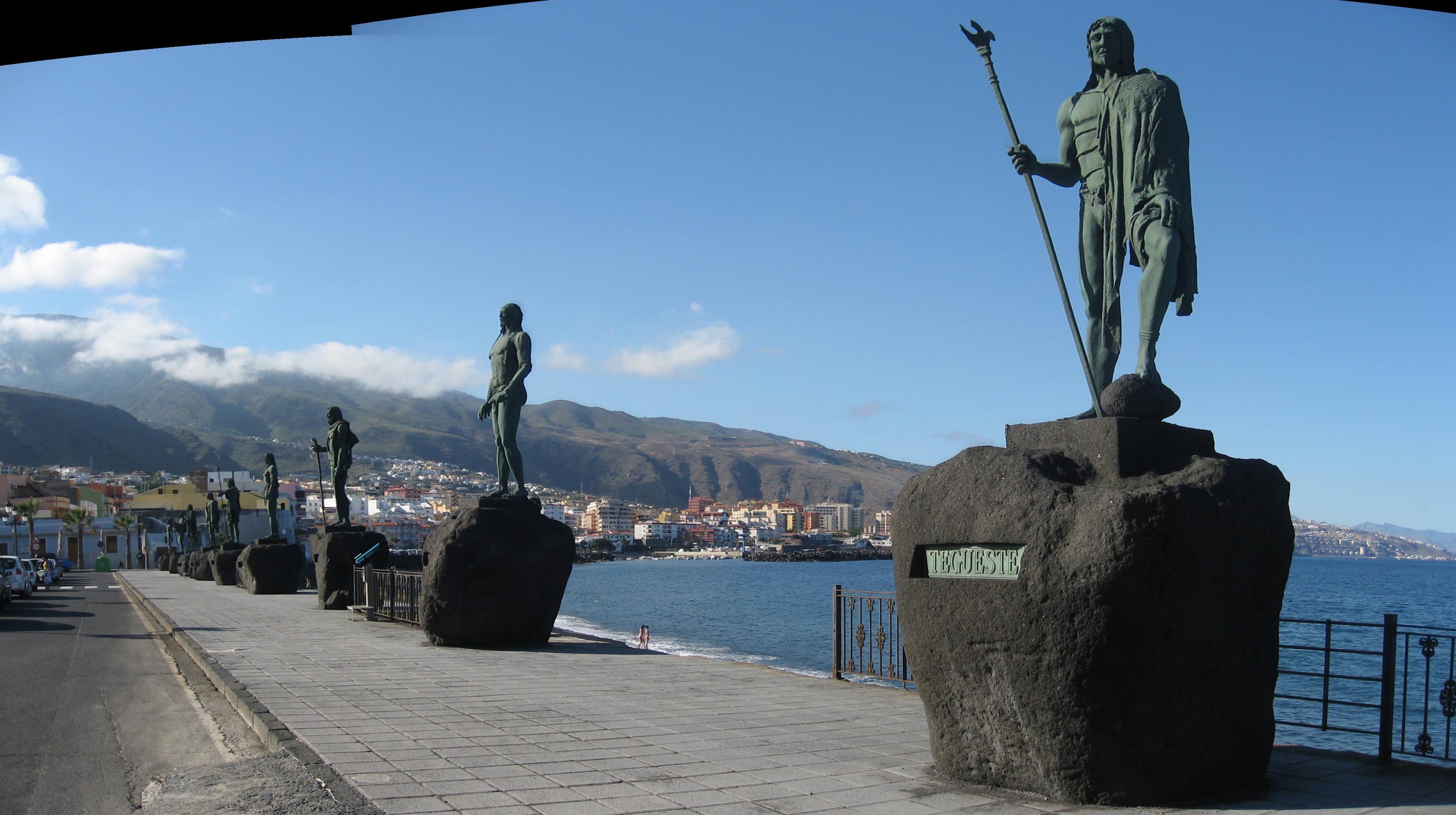
تماثيل ملوك الهندية القديمة من الجزيرة (غوانش).
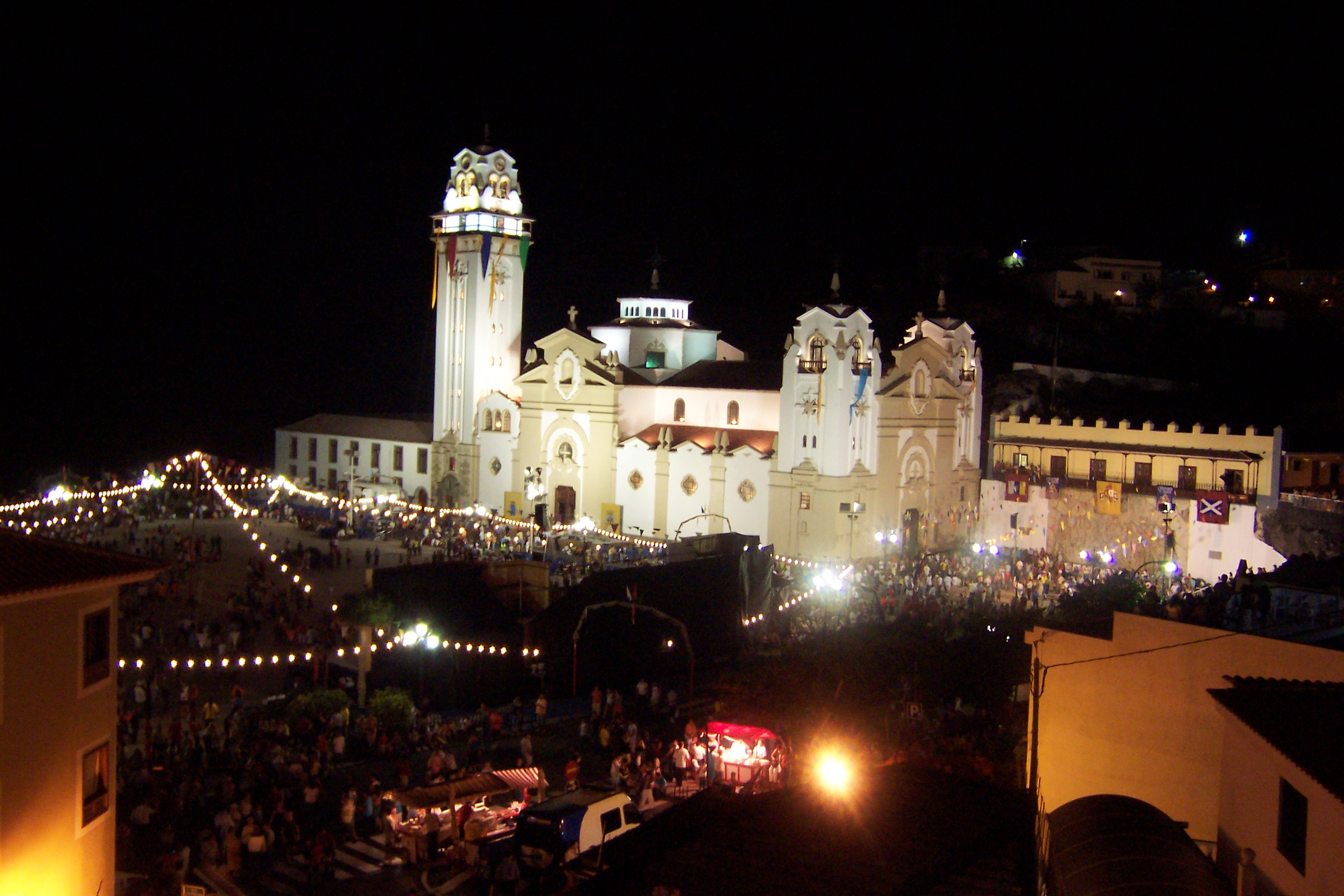
حج.
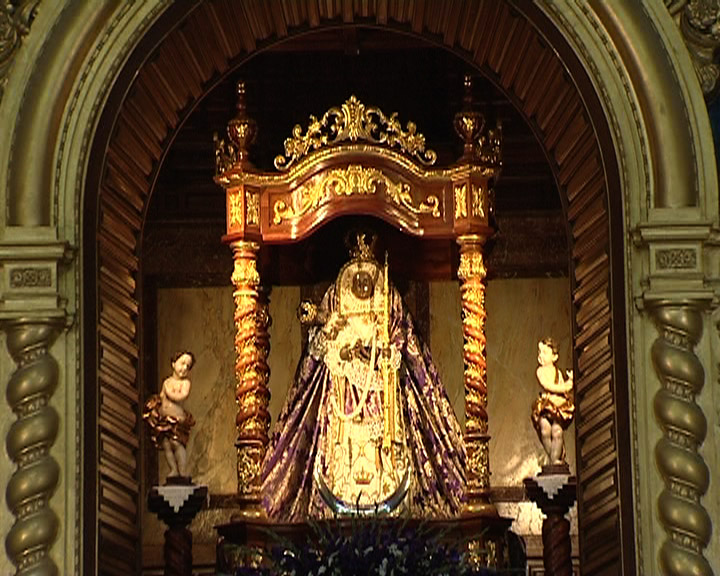
صورة للعذراء من كانديلاريا, شفيع لجزر الكناري.